# Halbsesshaftigkeit
Als halbsesshaft werden Lebensweisen bezeichnet, bei denen zur Sesshaftigkeit eine nomadische Komponente des häufigen Wohnsitzwechsels hinzukommt (vgl. Halbnomadismus). Die Substantivform Halbsesshaftigkeit wird eher selten verwendet.
Es gibt zwei unterschiedliche Bedeutungszuweisungen, die sich nach dem Zusammenhang richten, in dem das Wort verwendet wird:

## Halbsesshafte Hirten
Vorwiegend handelt es sich um Gruppen, die von extensiver Viehwirtschaft leben. Nach der Definition des Kulturgeographen Erwin Grötzbach sind es Gesellschaften, bei denen einige Menschen für einen längeren Zeitraum sesshaft statt nomadisch leben. Zur Abgrenzung vom Halbnomadismus (in Bezug auf mobile Tierhalter) schlägt er die beiden Merkmale „Wohndauer am Weideland in Zelt oder Hütte“ und „Entfernung zwischen festem Wohnsitz und saisonalem Wohnplatz“ vor: Je kürzer diese Dauer und je geringer diese Entfernung, desto eher kann man von Halbsesshaftigkeit sprechen.
Der Ethnologe Alfred Janata verweist auf die größere Bedeutung des Bodenbaus und die Differenzierung der Gesellschaften in sesshafte Bauern (o.a. Berufsgruppen) und mobil wohnende Wanderhirten. In diesem Sinne sind insbesondere Almwirtschaft und Transhumanz als halbsesshafte Lebensweisen zu nennen. Der amerikanische Geograph Derwent Whittlesey rechnet auch das Ranching in Bezug auf die Cowboys zu den halbsesshaften Wirtschaftsformen. Auch viele Agropastoralisten leben halbsesshaft. Das gemeinsame Merkmal ist, dass (nur) die Hirten die Sommermonate bei den Herden verbringen (und nicht die gesamte Gruppe). Als Wohnstätte dient dort eine leichte Behausung wie ein Zelt oder eine Hütte, und die Weiden befinden sich nur in mäßiger bis geringer Entfernung vom Dorf. Auch Formen, bei denen einige Personen in leichten Behausungen auf Feldern oder in Gärten wohnen, um die Erntefrüchte zu bewachen – durchaus auch direkt an einem Hof – bezeichnet Grötzbach noch als halbsesshaft.

## Andere halbsesshafte Gruppen
Seltener wird der Begriff in Zusammenhang mit Wanderfeldbauern verwendet – oder auch mit Jägerhorden in wildreichen Gebieten oder spezialisierten Feldbeutern, die massenhaft vorkommende Wildfrüchte sammeln. Hier ist das entscheidende Kriterium die Nutzungsdauer der Siedlungen ganzer lokaler Gemeinschaften, die längere Zeit (bis zu wenigen Jahren) an einem Ort wohnen, bis die Erschöpfung der Ressourcen einen Umzug erzwingt. Die Abgrenzung von einer halbnomadischen Lebensweise ist hierbei schwieriger als beim Hirtennomadismus.